# アラヴィンド・アディガ
アラヴィンド・アディガ（Aravind Adiga, 1974年10月23日   – ）は、インド人小説家、ジャーナリストである。
1974年、インドマドラス（現在のチェンナイ）で生まれた。
コロンビア大学のコロンビア・カレッジで英文学を学んだ。
2008年にブッカー賞を受賞した。

## 受賞歴
- ブッカー賞　2008年 （The White Tiger（『グローバリズム出づる処の殺人者より』）に対して）

## 邦訳作品
- 『グローバリズム出づる処の殺人者より』 鈴木恵訳、文藝春秋、2009年

## 著書

### 小説
- en:The White Tiger（『グローバリズム出づる処の殺人者より』）, 2008
- en:Between the Assassinations, 2008

### その他
- "The Sultan's Battery" (ガーディアン, 2008)
- "Smack" (en:The Sunday Times, 2008)
- "Last Christmas in Bandra" (タイムズ, 2008)
- "The Elephant" (ザ・ニューヨーカー, 2009)